# سرفراش
سرفراش، روستایی در دهستان معمولان بخش مرکزی شهرستان معمولان در استان لرستان ایران است.
فاصله این روستا تا خرم‌آباد مرکز استان لرستان حدود ۶۰ کیلومتر می‌باشد.
این روستا به سه بخش سرفراش اصلی، سرفراش پایینی یا به اصطلاح محلی «هوز علیحیر» و سرفراش بالایی تقسیم می‌شود که در حال حاضر سرفراش بالایی و پایینی آن به دلیل مهاجرت ساکنان آن، خالی از سکنه شده‌اند.

## مردم شناسی
مردم این روستا از طایفه عمد حسن و شه کرم می‌باشند که چند خانواده از طایفه لنگانی (از ایل بالاگریوه) نیز در آن زندگی می‌کنند. در حال حاضر عمده ساکنان آن از نوادگان نریمان، عیسی، سهراب (پسران مرید)، کریم بک و آزادخان می‌باشند.

## اقتصاد
کار و منابع درآمد مردمان این روستا دامپروری و کشاورزی است.

## طبیعت
لاله‌های واژگون، گل‌های شقایق، درختان انبوه بلوط، مراتع بسیار، جویباران باریک و زیاد که از تپه‌های شنی که در گویش محلی کیوعه Keyohah گفته می‌شوند در فصل بهار جاری می‌شوند، درختان کهن‌سال چنار که در منطقه‌ای با نام چنار هستند، مزارع گندم، جو، نخود، عدس و خیار، تپه‌های سمنی رنگ شنی و سدخاکی سرفراش که در هنگام بهار پر از آب می‌شود در طبیعتش یافت می‌شوند.

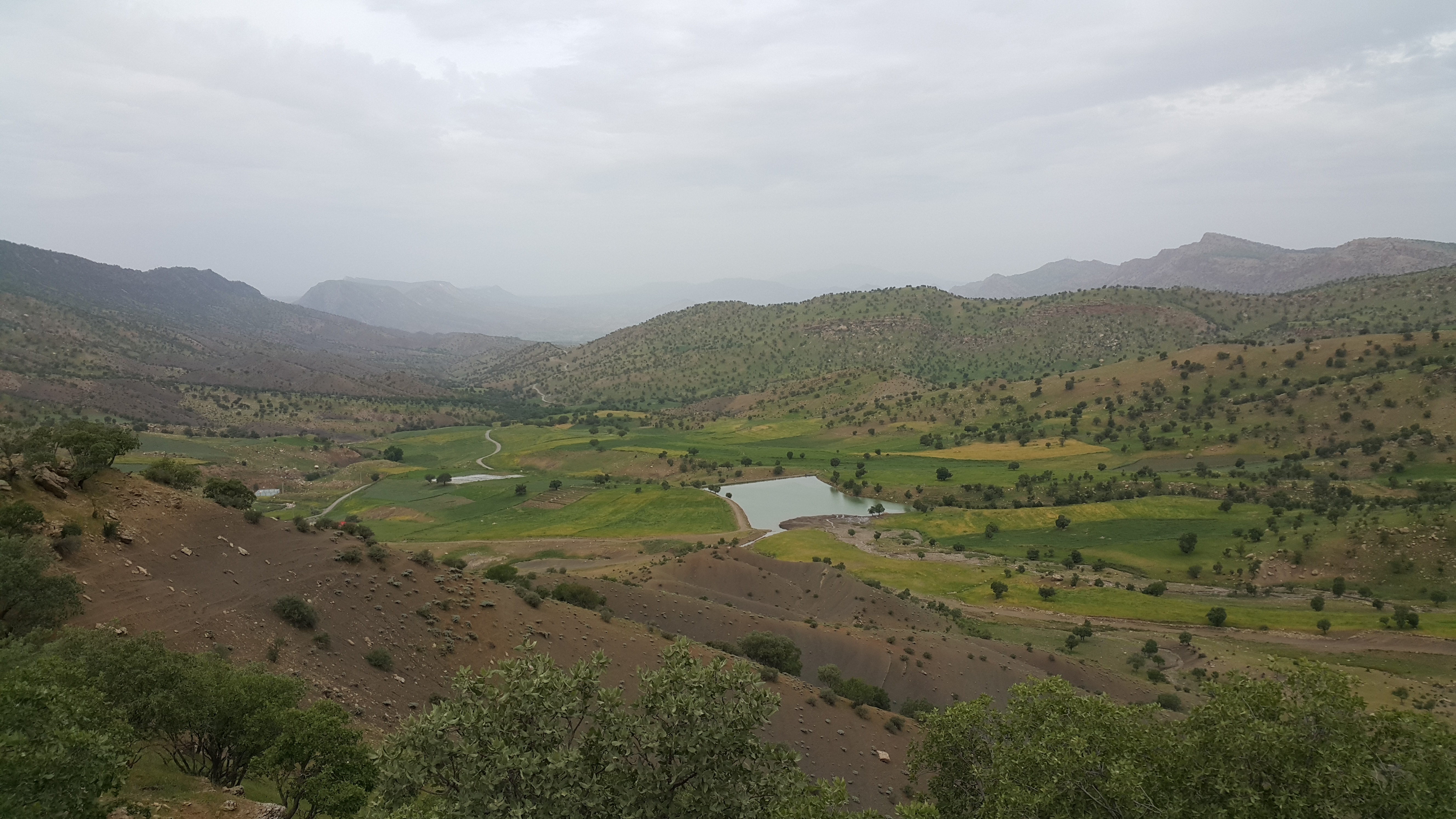
سد خاکی سرفراش، اردیبهشت ۱۳۹۵

## فلور گیاهی
استان لرستان غنی‌ترین پوشش گیاهی را در جنوب غربی ایران دارد.
پوشش گیاهی این روستا شامل (اما محدود نیست به) درختان، درختچه‌ها و بوته‌های گیاهی زیر است:
- بلوط (بلی در زبان محلی) نام علمی Quercus persica
- انجیر وحشی Ficus carica
- پسته وحشی (کلن در زبان محلی) Pistacia Khinjuk
- زالزالک (گیرچ در زبان محلی) Crataegus aronia
- آلبالوی وحشی (هلونه در زبان محلی) از جنس Prunus
- سماق Rhus coriaria
- بادام وحشی Amygdalus elaeagnifolia
- آمرود (مرو گلاویی در زبان محلی)
- تاک (مو خودرو)، چنار، تمشک وحشی (میشک تیرره در زبان محلی)، سنجد (سرنجه در زبان محلی)، ارجن (براولیک)، گون، پی نومه، لاله واژگون، سورپا (بن سرخ)، جیوه، پقازو، پونه (پینه در زبان محلی)، موسیر، ترگاکی، کیوار، تعله، گل هیرو، گل شقایق، کلکنه، ازبوعه، قارچ

## چشمه‌ها
سرفراش دارای چشمه‌های آب شیرین بسیاری می‌باشد که مهم‌ترین و گواراترین آن‌ها چشمه کیوی Chashmah Kiow می‌باشد که در حال حاضر آب شرب این روستا به وسیلهٔ لوله‌کشی از این چشمه تأمین می‌شود.
از جمله چشمه‌های دیگر می‌توان به چشمه کل کوتاهKal-Koutah، چشمه اوسرنجه Owe-Serenjah، چشمه بن قمر Bon-Ghamar، چشمه اودن Owe-Den، چشمه‌های دیوو Deowe، چشمه آووتیررهOwe-Tearrah، جشمه درنی Derah-Ney، چشمه چنار Chenaar چشمه چال گویی اشاره کرد.
چشمه شیرخانی که در ارتفاع بالا و کمی پایینتر از قله شیرخانی قرار دارد، دارای آبی فوق‌العاده سبک و خوش‌گوار می‌باشد و به واسطه دمای بسیار سرد آن در تابستان شهرت بسیاری دارد.

## سرفراش منطقه‌ای گردشگری
سرفراش به عنوان یکی از زیباترین مناطق گردشگری قوم شه کرم در فصل‌های بهار و پاییز پذیرای گردشگران زیادی از استان لرستان است.

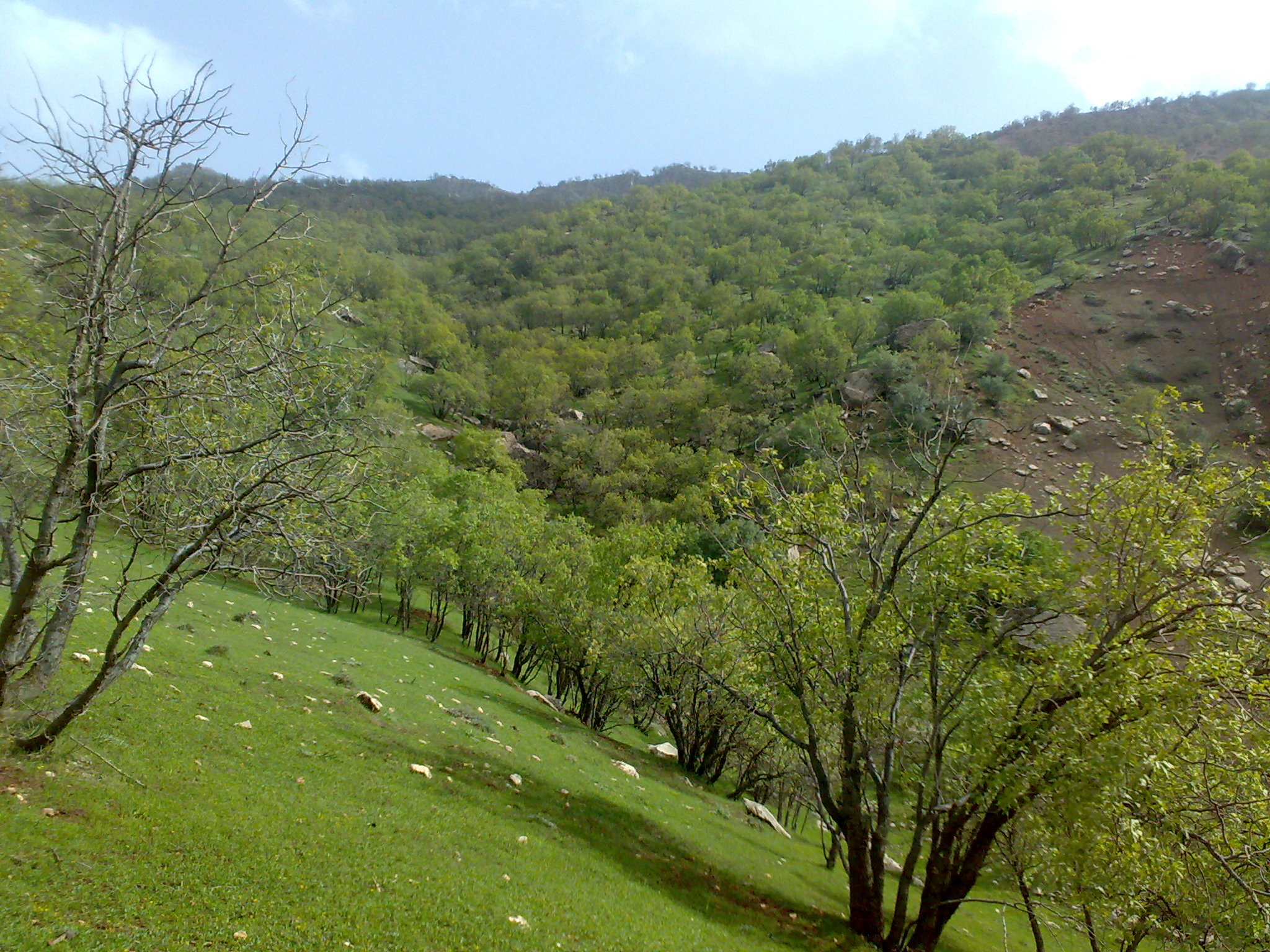
منطقه دره نی، فروردین ۱۳۸۹
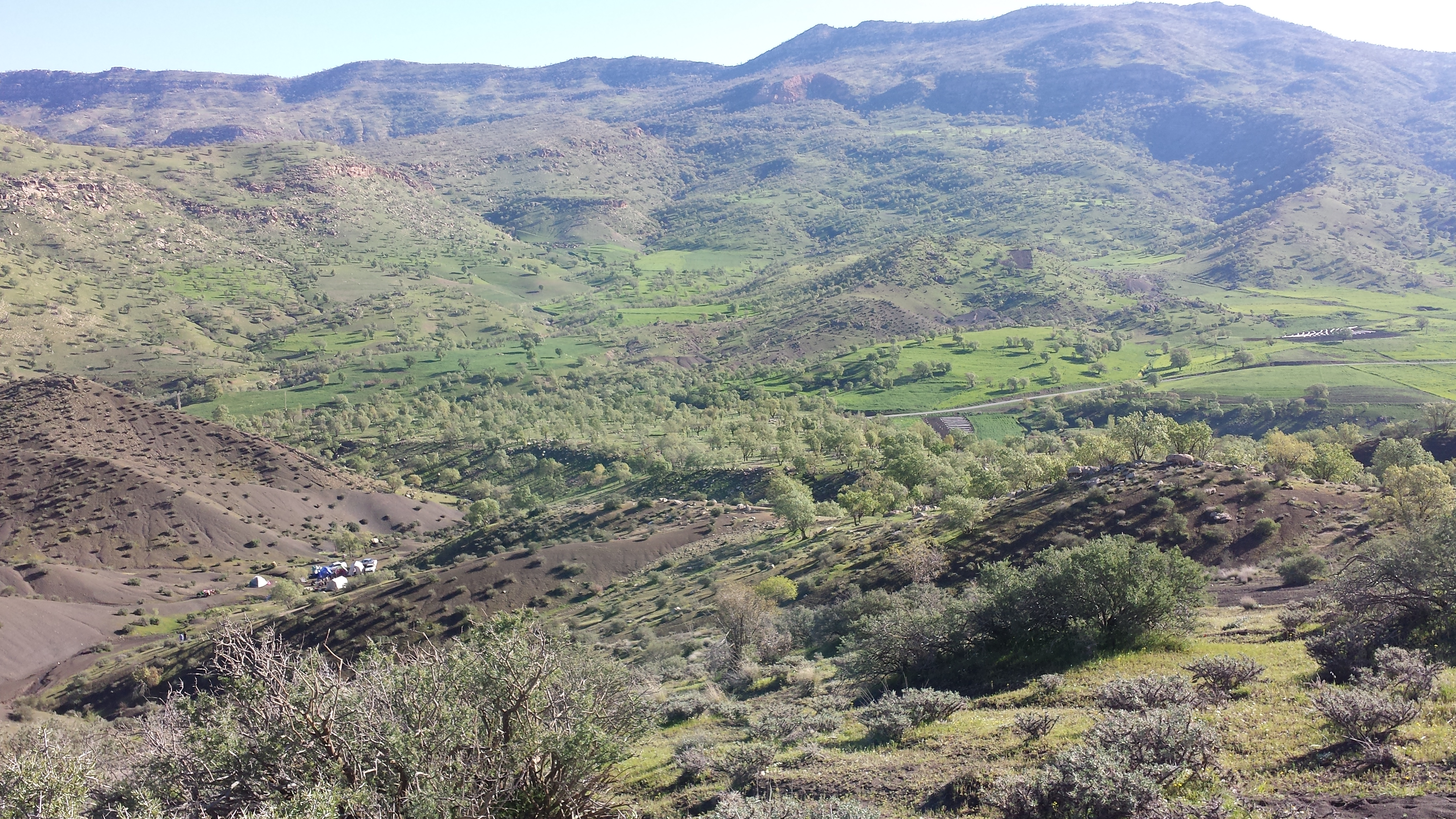
تصویر یک - اردیبهشت ۱۳۹۵
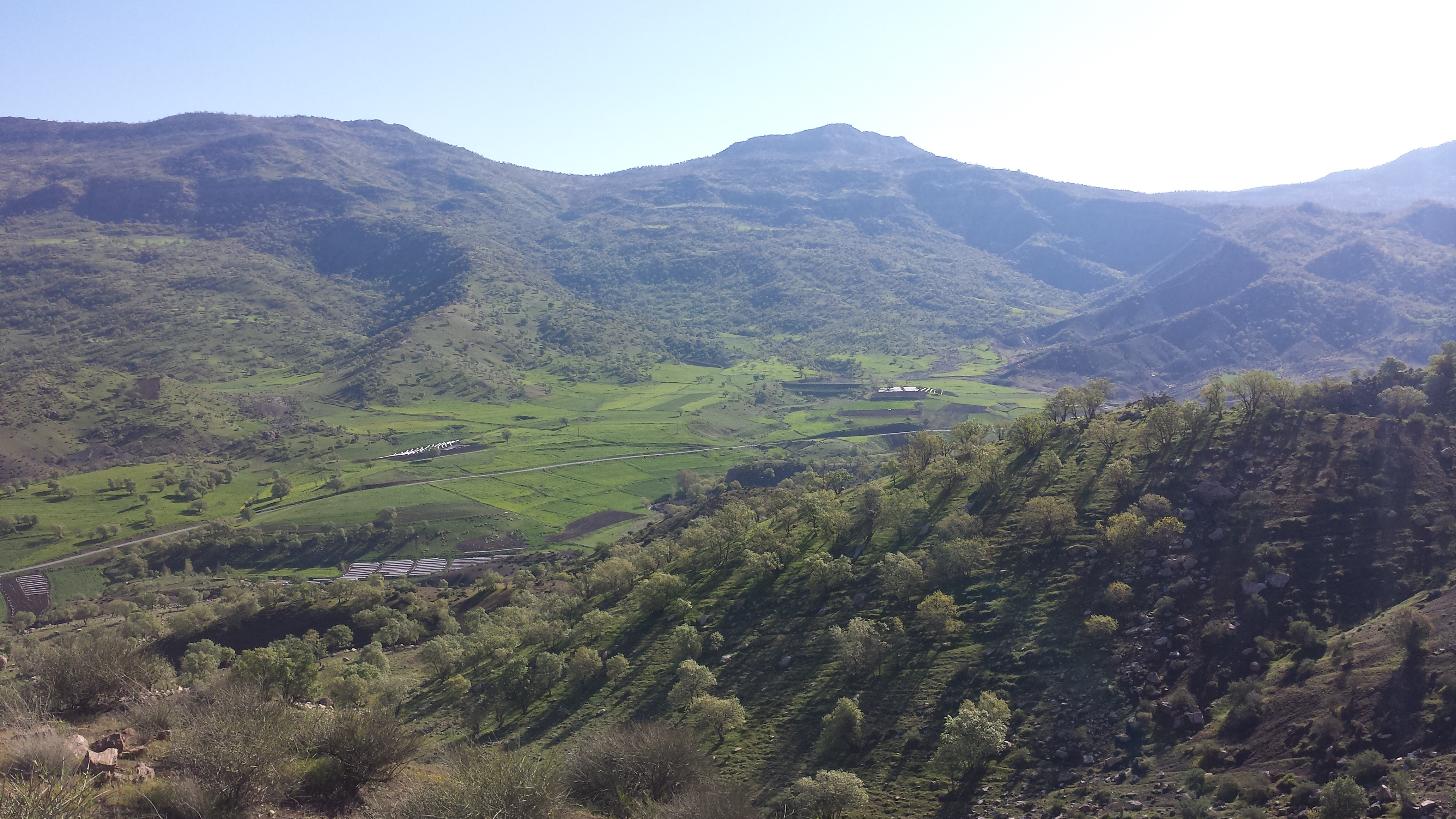
تصویر دو- اردیبهشت ۱۳۹۵
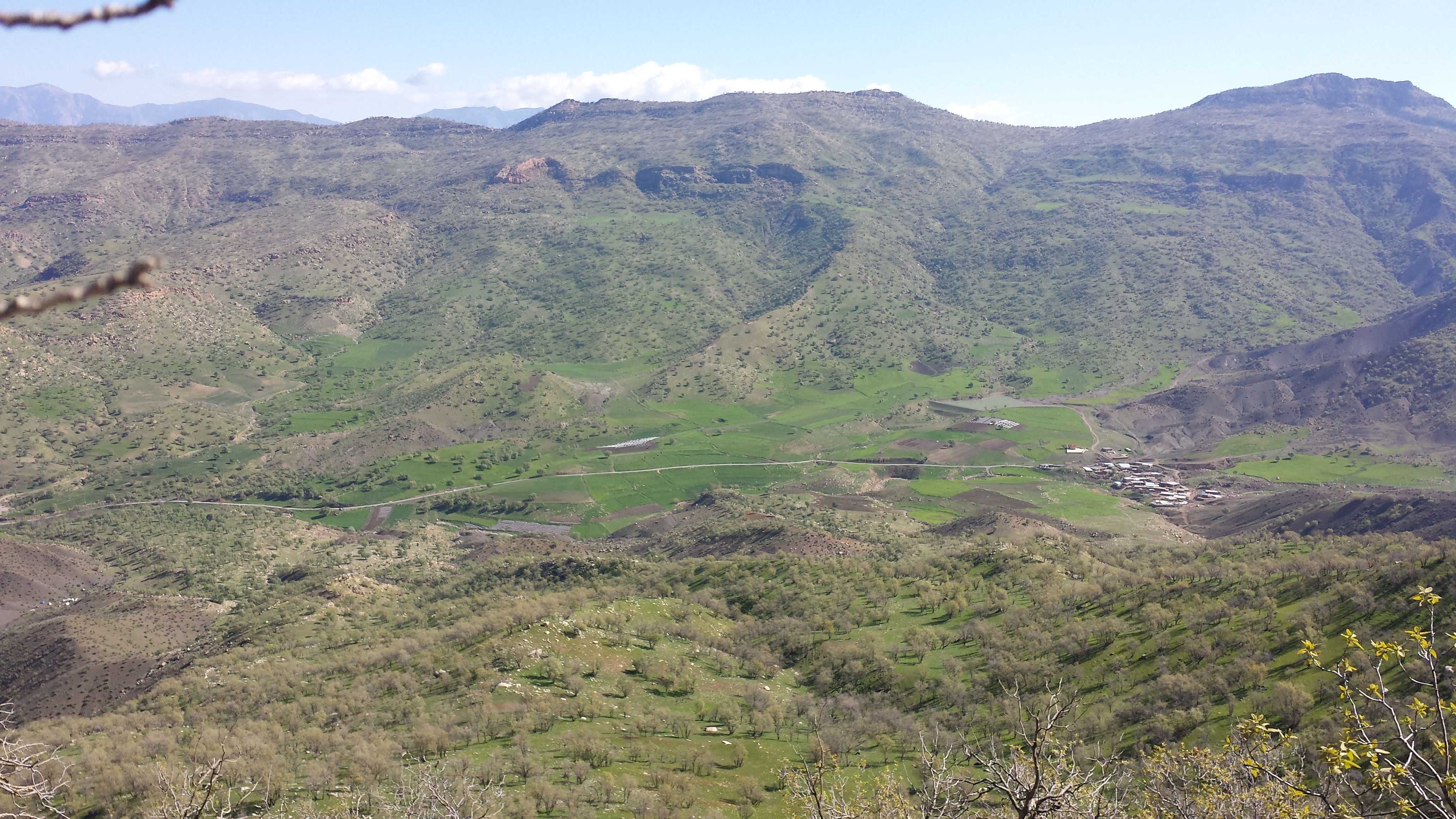
تصویر سه- اردیبهشت ۱۳۹۵

## میوه‌های طبیعی
درختان پسته وحشی (کلن)، درختان زالزالک (گیرچ)، درختان انجیر، درختان آلبالوی وحشی (هلونه)، درختان سماق، درختان بلوط (بلی)، درختان گلابی وحشی (مرو گلاویی)، موهای خودرو، تمشک وحشی (میشک تیرره)، سنجد (سرنجه) و از همه مهمتر تنها
درخت کهنسال توت
آن که توت‌های منحصر به‌فردی دارد و واقعاً کسی قدمتش را نمی‌داند، تمام اینها به صورت خودرو در طبیعتش یافت می‌شوند هرچند در سال‌های اخیر از تعداد آن‌ها به شدت کاسته شده‌است. اخیراً اهالی این روستا به کاشت درختان انجیر، گردو و انگور نیز روی آورده‌اند.

## کوه‌ها
کوه‌های خان کمودار، شیرخانی، زرد، هماکول، کل کوتا و چال گویی در سه طرف شمال، شرق و جنوب این روستا واقع شده‌اند که بلندترین آن‌ها خان کمودار و شیرخانی می‌باشند.

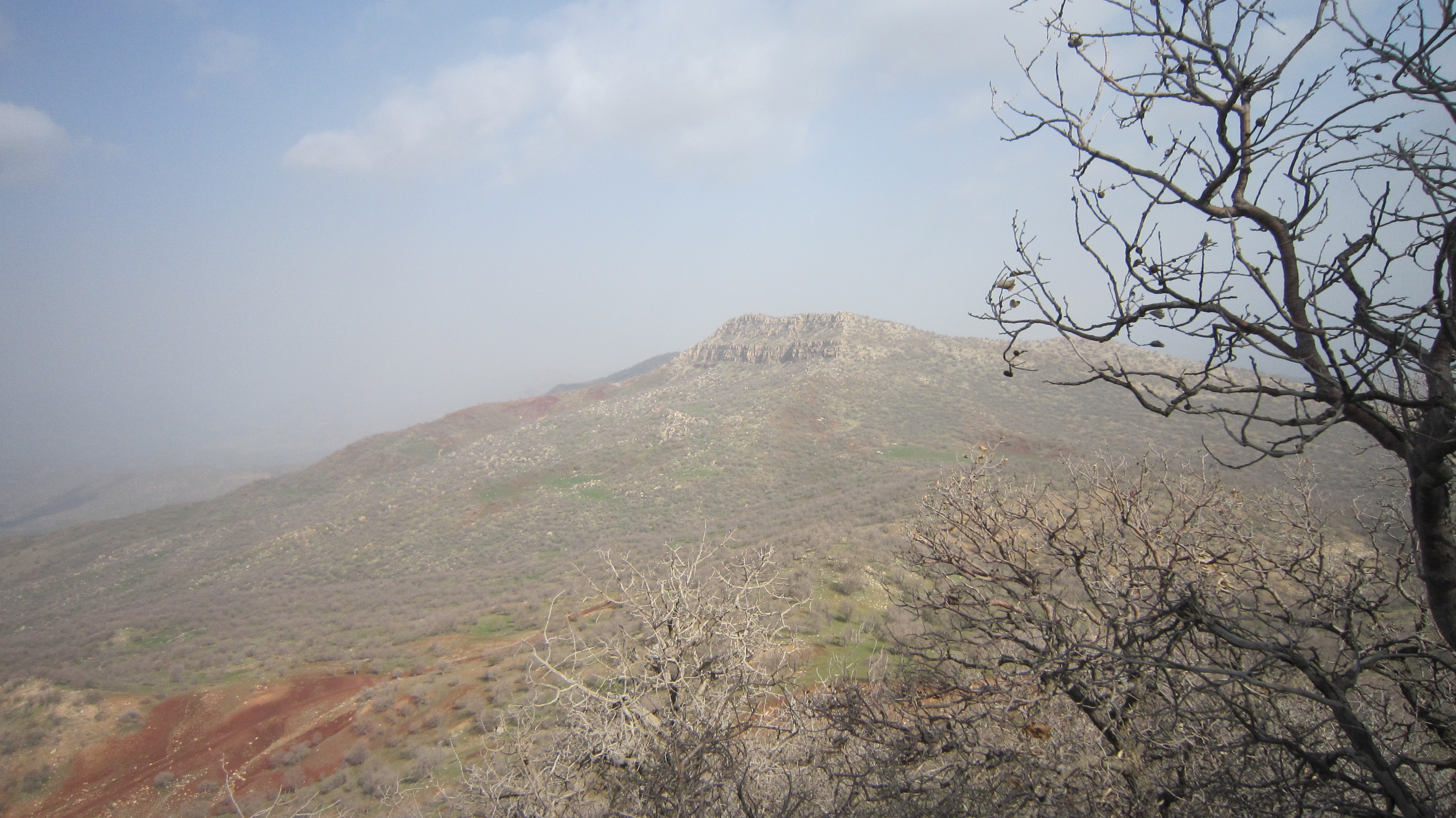
عکس کوه خان کمودار. این عکس در تاریخ ۳ فروردین ۱۳۹۲ از گردنه گلسیر گرفته شده‌است
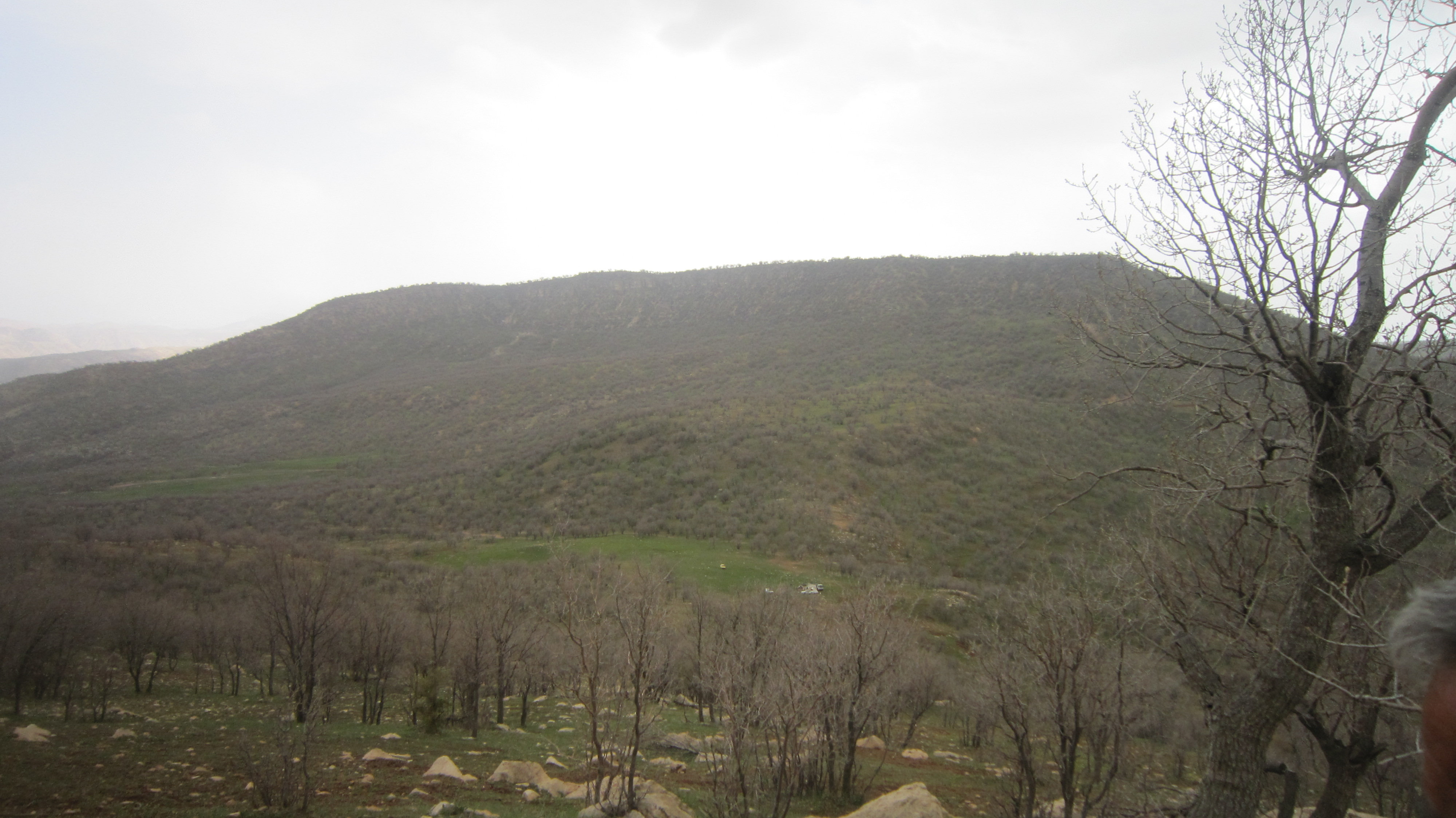
عکس کوه شیرخانی.این عکس در تاریخ ۳ فروردین ۱۳۹۲ از فراز خان کمودار گرفته شده‌است

## جلوه‌های طبیعی
سرفراش دارای سه غار طبیعی به نام‌های غار چالگویی، chalgoee، که در کوهی به همین نام وقع شده‌است، غار گلکرمی، Golkerami، که در منطقه گلکرمی واقع شده‌است و غار گلسیر، Gelsir، که در گردنه گلسیر واقع شده‌است. از غار گلسیر که دارای دهنه ورودی کمتر از یک در یک متر می‌باشد، به عنوان اقامتگاه شکارچیان استفاده می‌شود که برای خواب و استراحت مکانی امن می‌باشد.

## درخت کهنسال توت
۳۳°۲۱′۵۶″ شمالی ۴۸°۳′۹″ شرقی / ۳۳٫۳۶۵۵۶°شمالی ۴۸٫۰۵۲۵۰°شرقی
در فاصله ۲٫۴ کیلومتری جنوب شرقی روستای سرفراش، یک اصله درخت کهنسال توت سیاه وجود دارد که در بین ساکنان این روستا و سایر روستاهای اطراف شهرت بسیاری دارد. شهرت آن به خاطر میوه‌های شاتوت بسیار خوشمزه و نیز عظمت این درخت است.
شاتوت با نام علمی Morus Nigra بومی غرب آسیا است و در ایران در استان‌های غربی ایران یافت می‌شود.
این درخت که یکی از کهنسال‌ترین درختان در روستای سرفراش می‌باشد، در منطقه‌ای به نام "چم تی" قرار دارد. توت در اصطلاح محلی "تی Tee" گفته می‌شود و بر همین اساس به این منطقه "چم تی" و "پا تی" گفته می‌شود. این درخت در اواسط مرداد ماه هر سال میوه می‌دهد. ساکنان روستای سرفراش عقیده دارند که طعم میوه‌های این درخت منحصر به فرد است و مانندی برای آن وجود ندارد. تاکنون تحقیق علمی بر روی این درخت برای تخمین قدمت آن انجام نشده‌است.

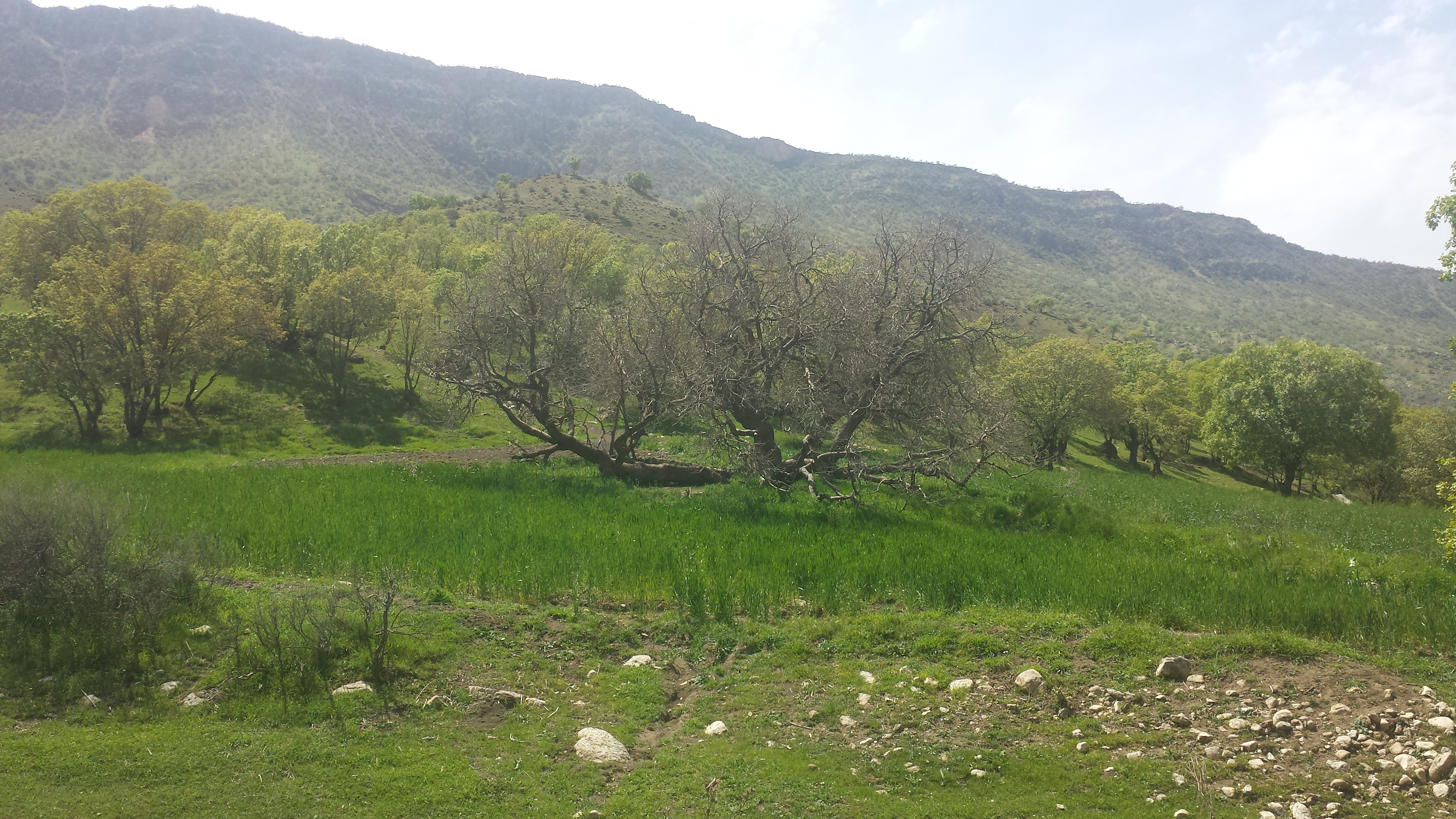
عکس درخت کهنسال توت. این عکس در تاریخ ۱۲ فروردین ۱۳۹۴ گرفته شده‌است

## آموزش
این روستا دارای یک مدرسه ابتدایی می‌باشد که بعد از نوسازی کامل در شهریور ماه ۱۳۹۳ افتتاح شد. در تصویر مدرسه نوسازی شده با نام مدرسه "جهاد" مشاهده می‌شود.

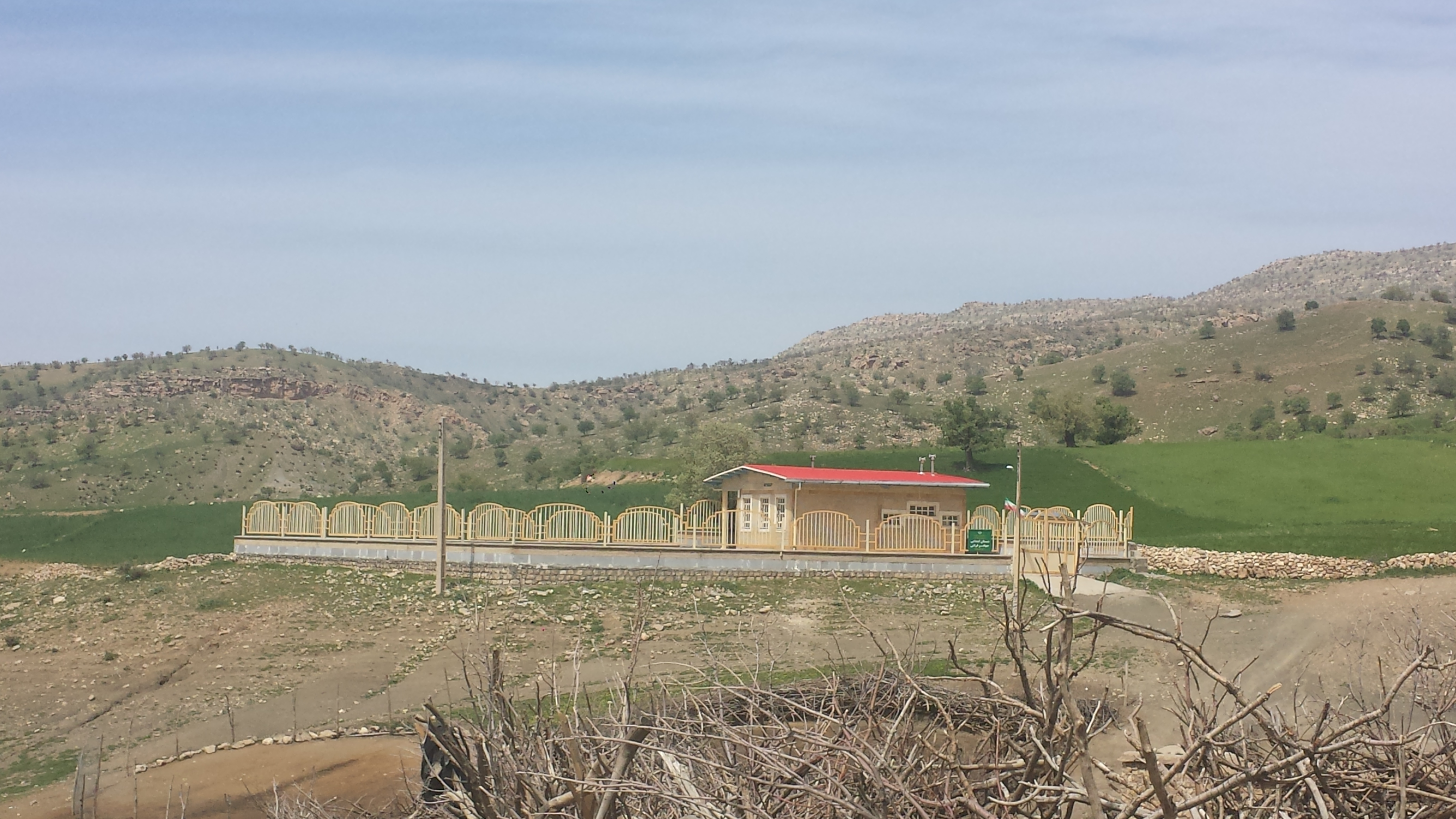
عکس دبستان روستای سرفراش در تاریخ ۱۲ فروردین ۱۳۹۴. عکاس: علی شاکرمی

## جمعیت
بر پایه سرشماری عمومی نفوس و مسکن در سال ۱۳۹۵، جمعیت این روستا برابر با ۱۰۵ نفر (۳۰ خانوار) بوده‌است.